# Night of the Living Dead
Night of the Living Dead – czwarty singel zespołu The Misfits wydany 31 października 1979 roku przez wytwórnię Plan 9 Records.

## Lista utworów
1. Night Of The Living Dead
2. Where Eagles Dare
3. Rat Fink

## Skład
- Glenn Danzig – wokal
- Bobby Steele – gitara, wokal
- Jerry Only – bas, wokal
- Joey Image – perkusja